# Rekrystalizacja (metaloznawstwo)
Rekrystalizacja metalu – proces polegający na przywróceniu odkształconemu metalowi poprawnej struktury krystalicznej, a także własności fizycznych i mechanicznych, jakimi się charakteryzował przed obróbką plastyczną.
Jest to przemiana nieciągła wymagająca ściśle określonego frontu przemiany, na którym odbywa się całość towarzyszących procesowi zmian. Polega na usuwaniu nadmiaru energii wprowadzonej do kryształu przez odkształcenie plastyczne. Jest procesem konkurencyjnym i dużo bardziej efektywnym od zdrowienia.

## Podstawy
Jak każda przemiana nieciągła, tak i rekrystalizacja dzieli się na dwa główne procesy:
- zarodkowanie
- wzrost ziaren

Zarodkowanie w procesie rekrystalizacji polega na utworzeniu odpowiednio dużych obszarów wolnych od odkształceń, których granice poruszając się mogą transformować odkształconą osnowę w materiał wolny od skutków odkształcenia plastycznego. Wyróżnia się dwa główne mechanizmy zarodkowania:
- indukowane odkształceniem migracji granicy
- koalescencja podziarn (przekształcenie podziarn w granice wysokokątowe).

W odróżnieniu od zarodkowania powodowanego indukowaną odkształceniem migracją granicy, proces koalescencji podziaren staje się dominującym przy dużych stopniach umocnienia plastycznego. Częstymi miejscami pojawiania się takich zarodków są granice ziaren, granice bliźniacze, wtrącenia niemetaliczne oraz pasma odkształceń. Jest to spowodowane lokalnym, silnym zakrzywieniem płaszczyzn sieci krystalicznej.
Proces rekrystalizacji można podzielić na dwa etapy:
- rekrystalizację pierwotną
- rekrystalizację wtórną[2].

### Rekrystalizacja pierwotna
Rekrystalizacja pierwotna jest procesem tworzenia się nowych ziaren i ich dalszego wzrostu. Etap zarodkowania polega na tworzeniu się małych obszarów o niemal idealnej strukturze krystalicznej, zdolnych jednocześnie do ciągłego wzrostu kosztem odkształconej osnowy. Etap zarodkowania zależy przede wszystkim od struktury materiału po odkształceniu, wielkości zmagazynowanej energii oraz temperatury wyżarzania rekrystalizującego. Zarodki tworzą się lokalnie w miejscach o podwyższonej energii, a ich rozrost związany jest z ruchem granic ziarn. W momencie, kiedy nowe nieodkształcone ziarna zetkną się ze sobą i osnowa zostanie wyczerpana, rekrystalizacja pierwotna zostaje zakończona. Efektem jest uzyskanie drobnoziarnistej struktury wolnej od naprężeń.

### Rekrystalizacja wtórna
Rozrost ziarna jest procesem strukturalnym, który zachodzi podczas wyżarzania materiału po zakończonej rekrystalizacji pierwotnej. Mimo że struktura ma dużo niższą energię, niż w stanie odkształconym to ciągle duża ilość energii zmagazynowana jest w granicach ziarn. Jest to powód istnienia siły pędnej do dalszego rozrostu ziarna celem obniżenia energii powierzchniowej granic ziarn. Można wyróżnić dwa podstawowe rodzaje przebiegu wzrostu:
- normalny rozrost ziarn – polegający na ciągłym wzroście ziarn w taki sposób, iż ich wielkość rośnie jednakowo w całej objętości materiału
- anormalny rozrost ziarn (rekrystalizacja wtórna) – polegający na wzroście niewielkiej liczby dużych ziarn kosztem innych, których wielkość nie ulega zmianie[2].

Rozrost ziarn rozpoczyna się natychmiast po zakończeniu rekrystalizacji pierwotnej. Rekrystalizacja wtórna rozpoczyna się dopiero po pewnym czasie. Czas potrzebny jest do selektywnego rozrostu tylko niektórych ziarn do wielkości odpowiednio większej od ziarn sąsiednich.
Normalny rozrost ziarn może być hamowany przez atomy obce rozpuszczone w roztworze stałym, dyspersyjne cząstki faz wtórnych.

## Prędkość rekrystalizacji
Avrami zaproponował poniższy model opisujący zmianę ułamka rekrystalizacji w czasie:
{\displaystyle y=1-exp[-(kt^{n})]}

gdzie:
k – stała prędkości przemiany [s-1]
t – czas [s]
n – wykładnik potęgowy
Powyższe równanie jest drobną modyfikacją ogólnego równania Johnsona-Mehla.
Empirycznie wykazano, że zarodkowanie odbywa się najczęściej w uprzywilejowanych miejscach, tj. granice ziaren, czy pasma ścinania. Przy stałej sile pędnej przemiany wpływ temperatury na prędkość zarodkowania i prędkość wzrostu jest podobny. Prędkość obydwu procesów rośnie wykładniczo. Czas potrzebny do ukończenia rekrystalizacji jest tym krótszy, im wyższa jest temperatura wyżarzania. Temperaturę rekrystalizacji obniża się poprzez wzrost stopnia zgniotu. Wielkość ziarna po rekrystalizacji zależy najmocniej od stopnia zgniotu. Ziarno jest tym mniejsze, im wyższy był stopień odkształcenia plastycznego na zimno poddanej wyżarzaniu. Wzrost temperatury odkształcania oraz zwolnienie prędkości nagrzewania umożliwia większy postęp zdrowienia, obniżając siłę pędną rekrystalizacji.

## Znaczenie procesu rekrystalizacji
Przez wyżarzanie rekrystalizujące rozumieć będziemy obróbkę cieplną mającą na celu uzyskanie nowych ziaren przez zarodkowanie i rozrost ziaren bez zmiany fazy w odkształconym plastycznie metalu.
Ma ono na celu zlikwidowanie skutków umocnienia odkształceniowego. Struktura odbudowuje się, czemu towarzyszy zanik naprężeń wewnętrznych i zmniejszenie gęstości defektów struktury krystalicznej. Pogarszają się własności wytrzymałościowe, ale polepszają własności plastyczne.
W przypadku przeróbki plastycznej „na gorąco” rekrystalizacja następuje natychmiast po odkształceniu (rekrystalizacja dynamiczna). Własności obrabianego materiału zależą wtedy od tego, który proces następuje szybciej. Gdy dominuje rekrystalizacja, wówczas nie obserwuje się makroskopowego umocnienia. W przypadku gdy szybkość odkształcenia jest duża, a temperatura procesu niewysoka, można zaobserwować umocnienie materiału.
Jeżeli przeróbka plastyczna będzie prowadzona w zbyt wysokiej temperaturze to może nastąpić nadmierny rozrost ziarna. Duże ziarno powoduje uzyskanie większości dużo gorszych własności wytrzymałościowych materiału.